# Ventilation artificielle
 (mars 2020).
Si vous disposez d'ouvrages ou d'articles de référence ou si vous connaissez des sites web de qualité traitant du thème abordé ici, merci de compléter l'article en donnant les références utiles à sa vérifiabilité et en les liant à la section « Notes et références ».
La ventilation artificielle, ou respiration artificielle, regroupe les méthodes de premiers secours et de médecine (anesthésie-réanimation) utilisée pour apporter de l'air ou du dioxygène (O2) aux poumons lorsque la respiration spontanée d'une personne est inefficace ou s'est arrêtée. C'est une des composantes de la réanimation cardiopulmonaire (RCP).
L'arrêt de la ventilation peut faire suite à un arrêt cardiaque, à une intoxication, à une noyade, etc.
Le père des techniques de ventilation artificielle est le docteur Peter Safar (États-Unis) ; il écrivit en 1957 un livre intitulé « ABC of resuscitation » (« L'ABC de la réanimation »), la lettre A signifiant « Airways » (voies respiratoires), la lettre B « Breathing » (respiration) et la lettre C « Circulation » sanguine.
Les compressions thoraciques pratiquées lors de la réanimation cardiopulmonaire, de par leur effet mécanique sur les poumons, assurent une ventilation minimale. Certaines formations grand public ne mentionnent donc pas le bouche-à-bouche : en effet, bien que la réanimation soit plus efficace (si le bouche-à-bouche est bien fait) en assurant le bouche-à-bouche et les compressions thoraciques, il est jugé plus efficace de délivrer un message simplifié dans le cadre de formations courtes destinées à des personnes qui ne sont pas soumises à une formation continue.

## Principes généraux
L'air, ou le dioxygène médical, doit arriver jusqu'aux poumons, il faut donc assurer la perméabilité des voies aériennes. Par ailleurs, le dispositif d'administration doit être étanche.
La plupart des méthodes sont dites à « pression positive » : on fait monter la pression du gaz au niveau de l'entrée (bouche ou nez), il fait donc gonfler les poumons. Cette surpression modérée se fait soit par l'expulsion d'air par la bouche du sauveteur (méthodes manuelles), soit par la pression manuelle sur un ballon auto-gonflant (méthodes avec matériel), soit par un système de pompe mécanique (respirateur automatique). On parle d'« insufflation ».
Certaines machines automatiques sont dites à « pression négative » : la poitrine du patient est dans un caisson étanche ; on crée une dépression dans ce caisson qui fait gonfler la poitrine et aspire l'air. Ces machines ne sont plus guère utilisées. La respiration naturelle se fait par pression négative (augmentation du volume de la poitrine par l'action des muscles).
Lorsque la victime n'est pas intubée (et notamment dans les cas des méthodes manuelles), une partie de l'air passe par l'œsophage et vient gonfler progressivement l'estomac. Si ce phénomène est trop important, cela peut résulter sur une régurgitation : l'estomac se dégonfle en entraînant le contenu liquide qui peut alors endommager les poumons (syndrome de Mendelson). Il convient donc d'insuffler de manière progressive et lente, sans excès : l'insufflation doit durer deux secondes, et doit s'arrêter lorsque l'on voit la poitrine de la victime se soulever.
En cas de régurgitation sur une victime non intubée, il faut tourner la tête de la victime sur le côté et évacuer les vomissements de la bouche, avec les doigts éventuellement entourés par un mouchoir. En cas de ventilation sans matériel, il est recommandé de poursuivre par du bouche-à-nez pour éviter le contact avec les sécrétions.

### Cas de la ventilation artificielle seule
Lorsque la ventilation artificielle se pratique seule (non associée à un massage cardiaque), par exemple dans le cas d'une personne qui ne respire pas mais qui tousse ou bouge lorsque l'on insuffle ou bien lorsque la ventilation spontanée est présente mais trop lente (moins de six ventilations par minute), les insufflations doivent être calmes (la respiration du sauveteur est accélérée du fait du stress et ne constitue pas une référence fiable). Sur un adulte, on pratique 10 à 12 insufflations par minute, soit une toutes les 4 ou 5 secondes ; chez un enfant de moins de 8 ans ou un nourrisson, on pratique 20 insufflations par minute, soit une toutes les 3 secondes.
L'arrêt ventilatoire seul est une situation transitoire qui va évoluer soit vers un arrêt cardiaque, soit vers une reprise spontanée de la respiration. Il faut donc contrôler toutes les minutes l'éventuelle reprise d'une ventilation spontanée ; si la victime arrête de réagir aux insufflations, le sauveteur doit associer le massage cardiaque au bouche-à-bouche.

## Méthodes sans matériel
Lors d'un arrêt cardiorespiratoire, il n'est pas certain que la mise en route d'une ventilation artificielle, du moins en dehors d'un milieu de réanimation, soit totalement profitable au patient, car la réalisation de celle-ci se fait parfois aux dépens du temps consacré au massage cardiaque. Les méthodes de réanimation par massage seul (sans ventilation) semblent avoir au moins d'aussi bons résultats, chez l'adulte, que la technique habituelle associant massage et ventilation, même si cela n'est pas dans les recommandations actuelles. Chez l'enfant, la réalisation d'une ventilation, en sus de la compression thoracique, apporte un bénéfice démontré.

### Libération des voies aériennes
La libération des voies aériennes supérieures (LVA) permet simplement le passage naturel de l'air vers les poumons ; en effet, celui-ci peut être bloqué par un corps étranger (objet, nourriture) ou tout simplement par l'épiglotte (clapet empêchant la nourriture d'entrer dans les poumons), qui s'affaisse en l'absence de tonus musculaire. La libération consiste à :
- desserrer les vêtements de la victime pouvant gêner la respiration (ceinture, bouton du pantalon, cravate, col serré...)
- basculer prudemment la tête de la victime en arrière en élevant le menton vers le haut ;
- ouvrir la bouche pour l'inspecter visuellement, et éventuellement retirer les objets présents (nourriture, chewing-gum...) avec un ou deux doigts.

Si l'air ne passe pas lorsque l'on fait les deux premières insufflations (ni le ventre, ni la poitrine ne se soulèvent quand on souffle), c'est soit que la bascule de tête est mal faite, soit qu'un corps étranger bouche le passage. Dans un premier temps, on réessaie en effectuant soigneusement l'élévation du menton. En cas de nouvel échec, on suppose qu'il y a un corps étranger, il faut alors expulser en pratiquant des compressions thoraciques (similaires au massage cardiaque externe) puis inspecter la bouche pour récupérer le corps étranger.

### Bouche-à-bouche

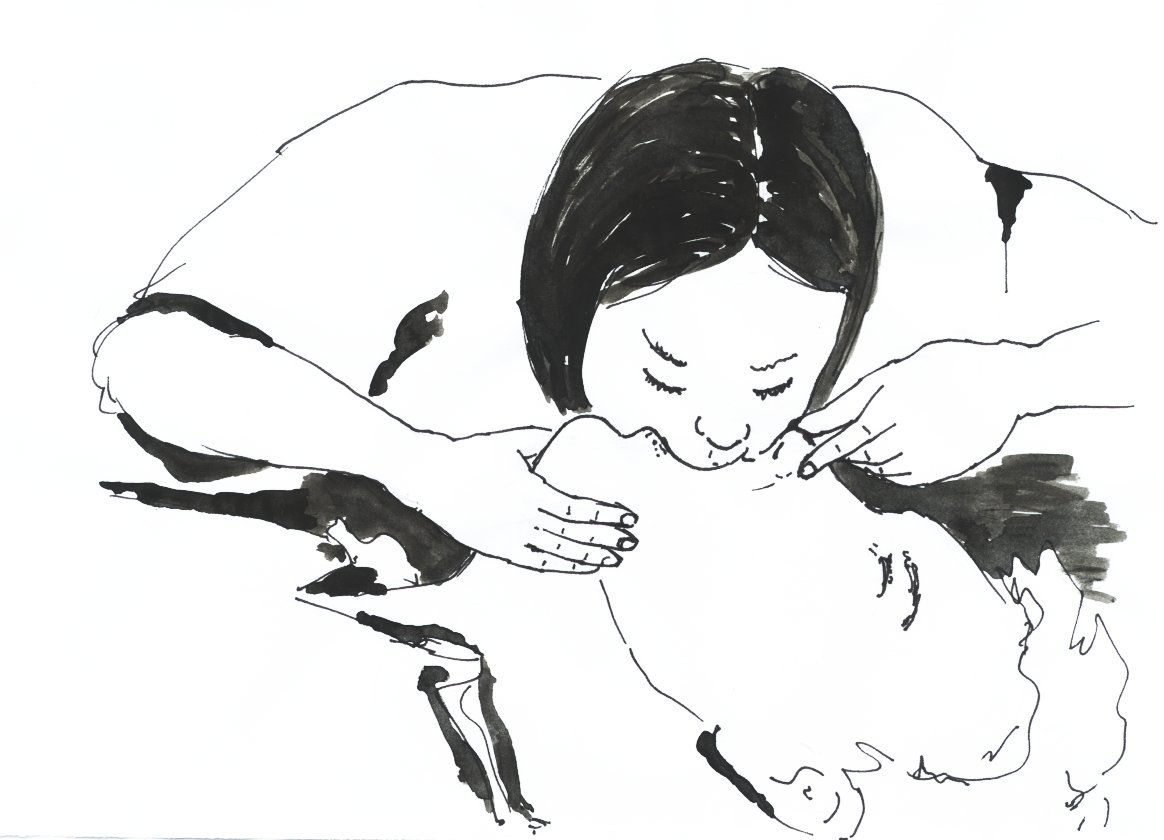
Insufflation au bouche-à-bouche. La tête du patient est rejetée en arrière. Le secouriste ferme le nez du patient d'une main, tout en maintenant la bouche du patient ouverte en lui tenant le menton.

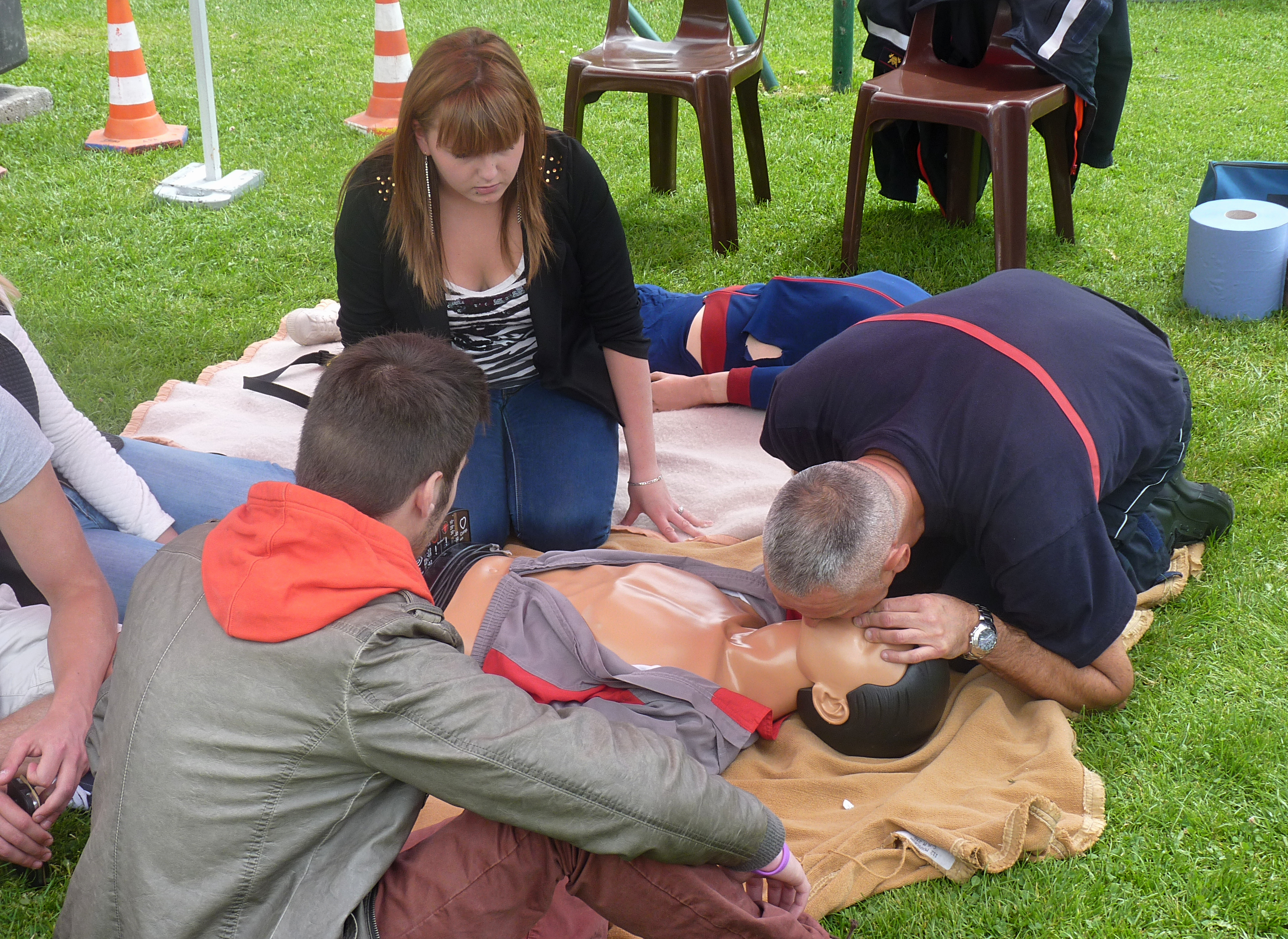
Apprentissage du bouche-à-bouche sur un mannequin.

Le bouche-à-bouche est la technique qui consiste à insuffler de l'air dans la bouche de la victime sans matériel.
L'air est expiré par le sauveteur. Cet air provient d'abord de la trachée et des bronches du sauveteur (air semblable à l'air ambiant, contenant 21 % de dioxygène), ainsi qu'une petite part d'air provenant des poumons et donc appauvri en dioxygène (en fin d'expiration). De fait, l'air insufflé contient environ 16 % de dioxygène.
Pour pratiquer le bouche-à-bouche, le sauveteur se place à côté de la victime, au niveau de son visage. La main la plus proche de la tête se pose sur le front, deux ou trois doigts de la main la plus proche des pieds se placent sur la partie dure du menton et l'élève vers le haut : ceci libère le passage de l'air. Le pouce et l'index de la main sur le front viennent pincer le nez de la victime, ce qui assure l'étanchéité à cet endroit.
Le sauveteur applique sa bouche largement ouverte autour de la bouche de la victime afin de l'englober totalement ; ceci assure l'étanchéité.
Puis, le sauveteur souffle progressivement, durant environ deux secondes, et s'arrête lorsqu'il voit la poitrine se soulever.
Il se relève alors afin de reprendre sa respiration, en regardant en direction de la poitrine afin de prendre de l'air frais et de surveiller l'expiration, qui se fait toute seule. Il écoute et observe également d'éventuelles réactions de la victime, comme une toux ou une reprise spontanée de la respiration ; dans un tel cas, il convient de refaire le bilan.

### Bouche-à-nez
Le bouche-à-nez est la technique qui consiste à insuffler de l'air dans le nez de la victime sans matériel.
Cette méthode est utile lorsque la victime présente un fracas de la face, ou bien lorsqu'elle a des sécrétions au niveau de la bouche (sang, vomissements...).
Pour pratiquer le bouche-à-nez, le sauveteur se place à côté de la victime, au niveau de son visage. La main la plus proche de la tête se pose sur le front, et la paume de la main la plus proche des pieds se place sous le menton et l'élève vers le haut : ceci libère le passage de l'air tout en fermant la mâchoire. Le pouce de cette main se place contre la lèvre inférieure et la plaque contre la lèvre supérieure, assurant ainsi l'étanchéité à cet endroit.
Le sauveteur applique sa bouche largement ouverte autour du nez de la victime afin de l'englober totalement ; ceci assure l'étanchéité.
Le reste de la technique est similaire au bouche-à-bouche.

### Dispositif d'interposition

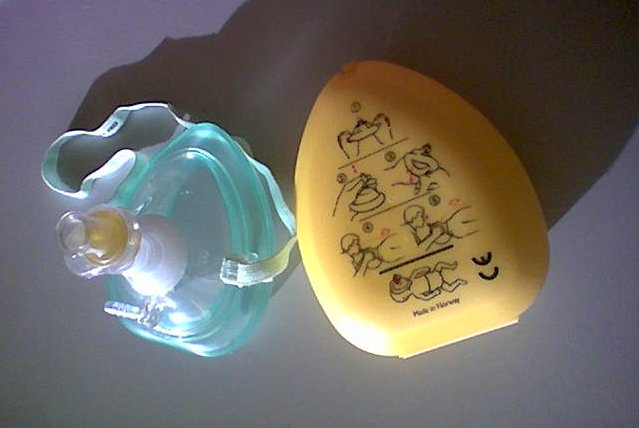
Masque de poche. Il permet des insufflations propres, et peut se connecter à un insufflateur manuel (bavu)

Il existe des dispositifs d'interposition qui permettent d'effectuer une ventilation artificielle sans entrer en contact avec la victime. Lors de la ventilation artificielle, des reflux gastriques peuvent apparaître et parfois le visage peut avoir été traumatisé (fracas facial). En outre, ces dispositifs évitent également l'éventuelle transmission d'une maladie ; cependant, jusqu'ici aucun cas de transmission d'une maladie de la victime vers le sauveteur n'a été relevée.
Ces dispositifs peuvent prendre la forme :
- d'une feuille de plastique percée (par exemple le Resusci face shield de Laerdal)
- d'un masque rigide qui se plaque sur le visage (par exemple le Pocket mask de Laerdal)
- d'un embout buccal similaire à un embout de tuba (par exemple l'embout Sabathié).

Ces dispositifs nécessitent un entraînement pour savoir s'en servir. Le masque facial et l'embout buccal peuvent en général être raccordés directement au ballon auto-remplisseur, facilitant ainsi le relais à une ventilation avec matériel.

### Cas du laryngectomisé
Un laryngectomisé (ou trachéotomisé) est une personne qui respire par un trou pratiqué dans le cou ; on parle de « stomie » lorsque les voies aériennes sont totalement séparées des voies digestives. Cela représente environ 200 000 personnes en France.
En cas d'arrêt ventilatoire, il faut penser à une obstruction en particulier par un bouchon de mucus (la tomie ou la stomie sécrète une quantité de mucus importante). La désobstruction peut alors nécessiter une pince spéciale pour sortir le corps obstruant (pince de Magill, ou pince de Laborde à trois branche pour écarter les bords du trou).
Si la laryngectomie est complète (stomie), il faut pratiquer le « bouche-à-stomie » : on applique les lèvres autour de la stomie et on souffle. Ce geste peut rebuter le sauveteur en raison de la présence de mucus ; mais les proches disposent souvent d'une canule adaptable qui peut servir d'intermédiaire.
Si la laryngectomie est partielle, ces insufflations sont inefficaces (la poitrine ne se soulève pas) et on constate des fuites d'air par les voies aériennes naturelles (nez, bouche) de la victime. Il y a alors deux solutions:
- si l'on est deux, une personne bouche la tomie et l'autre pratique le bouche-à-bouche classique ;
- on pratique le bouche-à-tomie en fermant le nez et la bouche avec la main qui est du côté des pieds la victime : la paume pousse la mâchoire inférieure contre la mâchoire supérieure et on pince le nez entre le pouce et l'index ; une autre solution consiste à utiliser la main qui est du côté de la tête pour boucher le nez et rabattre la tête en avant afin de fermer les lèvres.

Ce cas n'est en général pas enseigné dans les formations grand public du fait de sa rareté.

## Méthodes avec matériel

### Méthodes secouristes

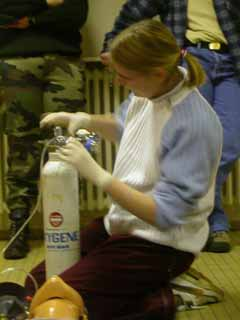
Mise en place de la bouteille d'oxygène lors d'une formation CFAPSE.

Ballon autoremplisseur à valve unidirectionnelle (BAVU) avec un masque ou un embout buccal Sabathié.
Apport de dioxygène (oxygénothérapie normobare).
Dans le cas d'un laryngectomisé, on utilisera le masque nourrisson (de forme circulaire) que l'on placera sur la stomie (le trou dans le cou). Si la laryngectomie est partielle, il faudra qu'un secouriste obture le nez et la bouche (par exemple avec la même prise que pour l'utilisation de l'embout Sabathié) pour assurer l'étanchéité, ou bien qu'un secouriste obture le trou pendant que l'on pratique des insufflations classiques.

## Anciennes méthodes
Les anciennes méthode de ventilation artificielle faisaient fonctionner la cage thoracique comme un soufflet. Elles consistaient à comprimer la poitrine puis à l'étirer, chaque méthode adoptant une position différente (victime plat-dos ou à plat ventre...). Citons à titre d'exemple la méthode Nielsen et la méthode Sylvester.
La méthode Sylvester se faisait en deux temps, la victime étant sur le dos :
1. tirer les bras au-dessus de la tête de la victime pour faire gonfler sa cage thoracique ;
2. ramener les avant-bras de la victime sur sa poitrine et appuyer pour la comprimer.

Cette méthode a été abondamment illustrée, notamment dans des dessins humoristiques.
Pour la méthode Nielsen, où la victime était à plat-ventre, la tête tournée sur le côté et posée sur les deux mains croisées. Elle consistait en deux temps :
1. tirer les coudes de la victime vers le haut pour faire se gonfler la poitrine ;
2. appuyer sur le dos pour la comprimer.

Il existait même des machines effectuant ces manœuvres, par exemple un brancard à bascule sur lequel était sanglée la victime, les balancements provoquant un appui sur la poitrine (machine du docteur Cot, brancard d'Ève).
Ces méthodes ont été totalement abandonnées en raison de leur faible efficacité, du risque d'aggravation des traumatismes et l'impossibilité de mettre en œuvre d'autres gestes.
Cependant, ce principe de thorax-soufflet est néanmoins retenu dans les formations qui montrent la réanimation cardiopulmonaire sans bouche-à-bouche.
La méthode la plus étrange de réanimation était sans doute la fumigation rectale : on recommandait au XVIIIe siècle de souffler de la fumée de tabac dans le rectum des noyés .